# Passerelle Simone-de-Beauvoir
Il Passerelle Simone-de-Beauvoir, soprannominata anche l'occhio per la sua forma, è un ponte di Parigi pedonale e ciclabile che attraversa la Senna a Parigi. Si trova vicino alla stazione della metropolitana di Quai de la Gare. Viene inaugurata il 13 luglio 2006 ed è dedicata alla scrittrice Simone de Beauvoir. Si trova sulla Senna collegando il quartiere di Bercy e Paris Rive-Gauche, dove si trova la Biblioteca nazionale di Francia, i due grandi nuovi quartieri nati dalla riqualificazione di aree industriali dismesse.

## Descrizione
Il progetto della passerella porta la firma dell'architetto austriaco Dietmar Feichtinger, vincitore del concorso internazionale nel 1998, la costruzione è stata alla società ingegneristica ed architettonica RFR. La passerella è lunga 304 metri, la sua forma nasce dall'intersezione di due linee curve contrapposte, una convessa e l'atra concava.
La struttura è divisa in tre settori: quello centrale è il maggiore con una luce di 194 metri, i due laterali sono minori, ognuno ha una lunghezza di 35 metri, la loro principale funzione è quella di connettersi con la viabilità delle sponde, tuttavia sono indipendenti dalla struttura portante principale.
La parte centrale è costituita da due elementi, che sono la catenaria e l'arco, collegati da elementi metallici tubolari posizionati in maniera da creare una forma ad una geometria piramidale. Il rigido sistema di giuntura della base della piramide con l'arco. Tale sistema strutturale è composto da elementi ai lati e da elementi in centro. È ancorato ai sostegni sulle rive della Senna e si articola ogni quarta parte della campata. Il profilo leggero e l'assenza di piloni intermedi provocano un minor impatto visivo della struttura rispetto alla Senna, che non viene toccato dalla presenza della passerella. Dall'unione dell'arco e della catena si creano due belvedere, posizionati a diverse altezze, che sono stati usati come luoghi per eventi o installazione temporanee.